# Cầy cọ lông nâu
Cầy cọ lông nâu (Paradoxurus jerdoni) là một loài động vật có vú trong họ Cầy, bộ Ăn thịt. Loài này được Blanford mô tả năm 1885.

## Hình ảnh

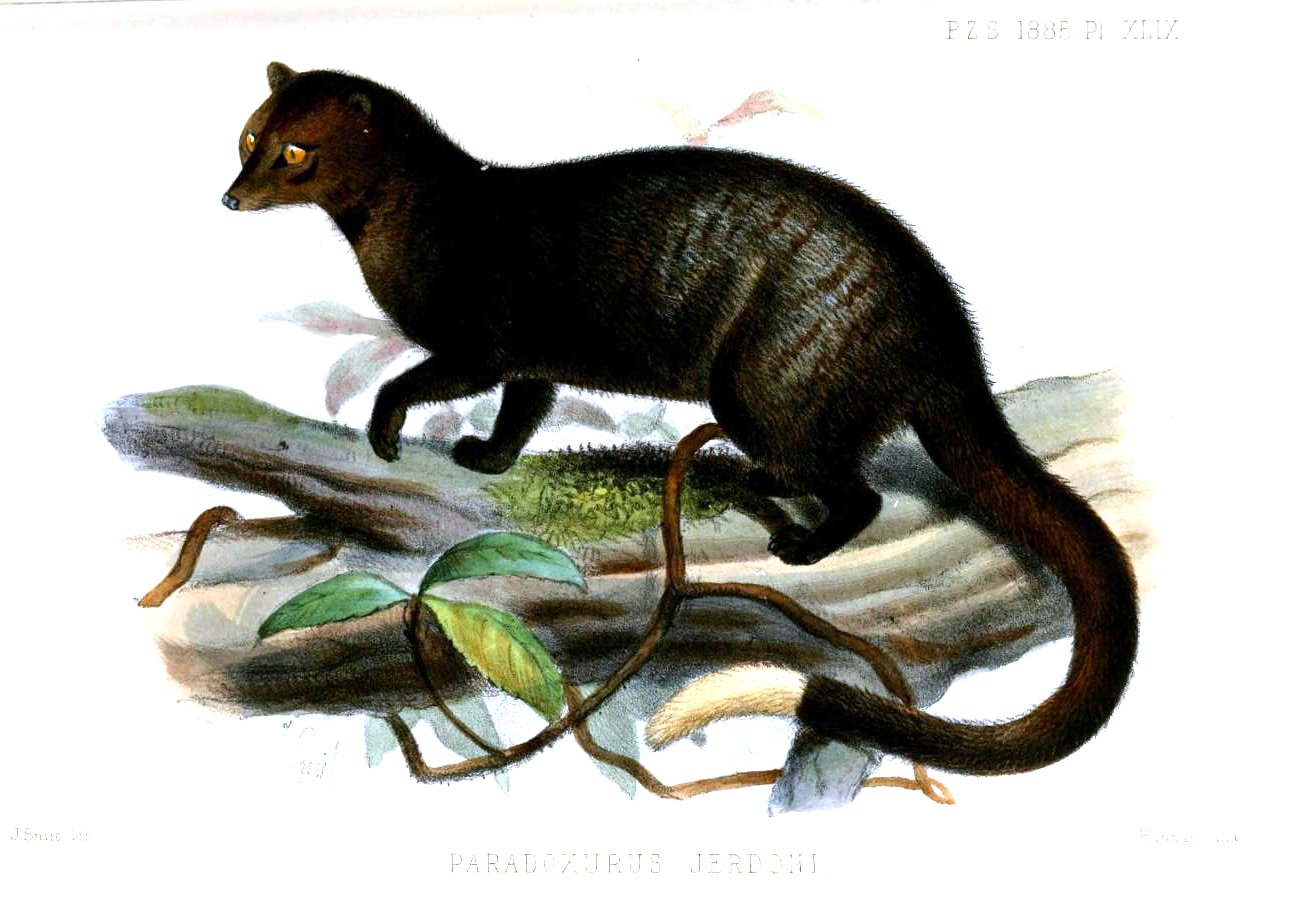
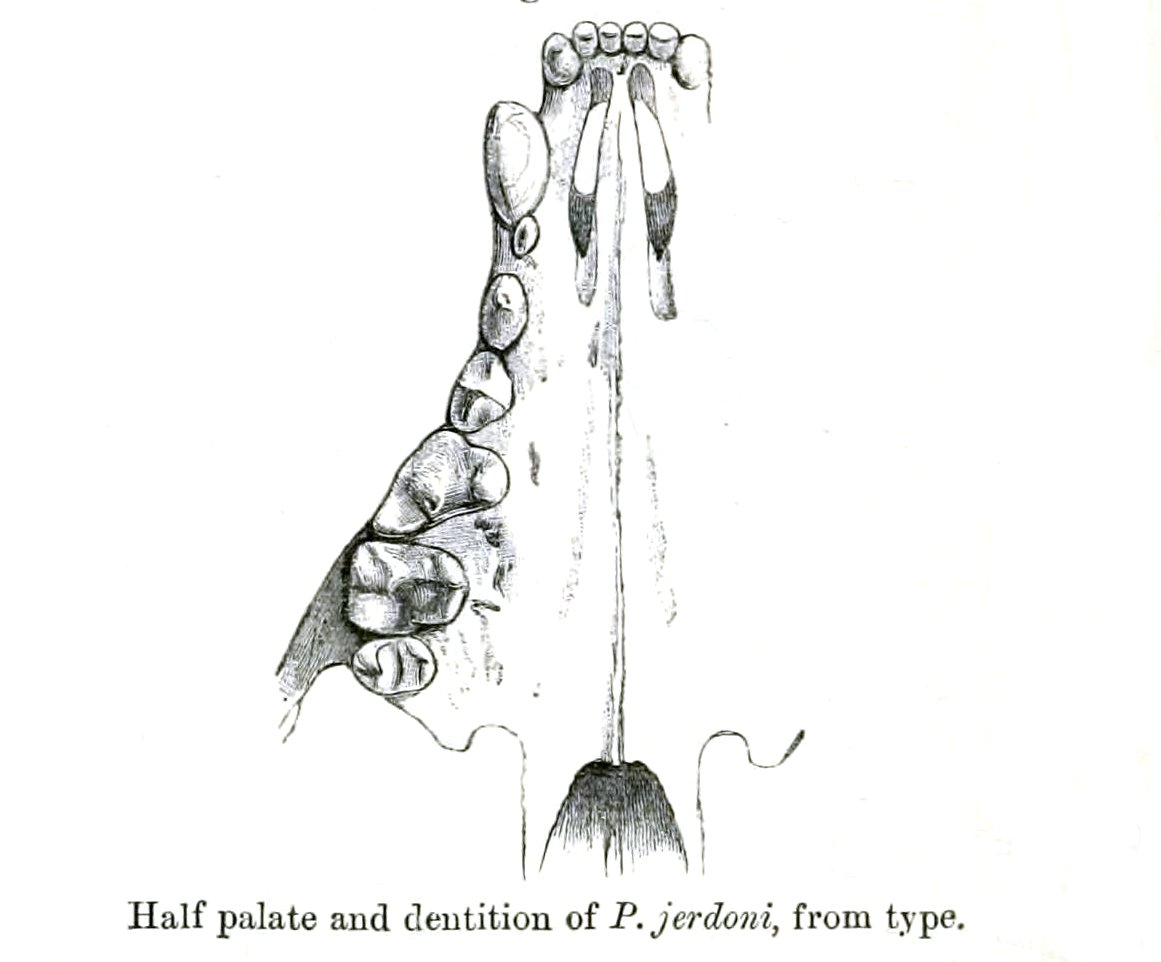